# Cagliari
Cálhari, Cálari ou Cálher (em italiano: Cagliari; AFI: [/'kaʎʎari/]; em sardo: Casteddu) é uma comuna italiana, capital e maior cidade da cidade metropolitana homónima da região da Sardenha, situada na costa setentrional do golfo de Cagliari. Tem 85 km² de área e em 2018 tinha 154 267 habitantes (densidade: 1 814,9 hab./km². Faz fronteira com Assemini, Capoterra, Elmas, Monserrato, Quartu Sant'Elena, Quartucciu, Selargius, Sestu.

## História
Cálhari, antigamente chamada de Caralis, era habitada por tribos sardas. Mais tarde os fenícios colonizaram a Sardenha e no século V a.C. passou aos cartagineses. Nesse período a cidade teve um rápido desenvolvimento. No ano de 238 a.C., foi tomada pela República Romana, juntamente com o resto da Sardenha e da Córsega. Em meados do século V d.C. foi ocupada por vândalos e mais tarde foi conquistada pelo imperador Justiniano.

## Demografia
| Variação demográfica do município entre 1861 e 2011 |
|                                                     |
| Fonte: Istituto Nazionale di Statistica (ISTAT)     |

## Clima
A cidade tem o clima mediterrânico com verão quente e seco e inverno doce e molhado. As températuras no verão : 21°C-31°C e no inverno : 6°C-14°C. A chuva é muito rara no verão e mais abundante no outono e inverno. A quantidade de horas de sol é de 2 500 horas por ano. Cagliari é uma das cidades mais quentes da Itália.

## Esporte
Cálhari é a sede do clube de futebol Cagliari Calcio que joga no Estádio Sant'Elia.